# Emil Dimitriev
Emil Dimitriev (tiếng Macedonia: Емил Димитриев,, sinh ngày 19 tháng 3 năm 1979) là một chính trị gia bảo thủ, nhà xã hội học, và tổng thư ký của Tổ chức cách mạng nội bộ của người Macedonia - Đảng Dân chủ cho đoàn kết dân tộc Macedonia.
Dimitriev đã được đề cử trong một khả năng tạm thời là Thủ tướng Bắc Macedonia vào ngày 15 tháng 1 năm 2016, và ông nhậm chức vào ngày 18 tháng 1, sau khi Nikola Gruevski từ chức được bầu ra khỏi vị trí này, như một phần của thỏa thuận Przino.